# Flórik György
Flórik György (Salgótarján, 1944 december 11. – Budapest, 2023. augusztus 30. ) matematika-fizika szakos tanár.[forrás?]

## Életútja
Gimnáziumi tanulmányait szülővárosában, a Madách Imre Gimnáziumban folytatta. 1963-tól az ELTE matematika–fizika–csillagászat szakos hallgatója. Friss diplomásként egy évig általános iskolában tanított, majd az Újpesti Könyves Kálmán Gimnázium tanára lett. Az ő vezetése alatt "kelt új életre" az iskola tetején működő csillagvizsgáló (Kulin-csillagda).[forrás?]
Gimnáziumi tevékenysége mellett az ELTE TTK Kísérleti Fizika Tanszékén tartott laborgyakorlatokat. 1976-ban az ELTE Apáczai Csere János Gyakorló Gimnázium és Kollégium fizika szakos vezetőtanára lett. Az oktatásban különös jelentőséget tulajdonított a szemléltetésnek, melynek során gyakran kreatív megoldásokhoz folyamodott. A fizika tanításában a tárgyi tudás átadása mellett a fizika kultúrtörténeti vonatkozásait  is fontosnak tartotta. Elkötelezett pedagógusi munkájának köszönhetően számos tanítványa ért el kiemelkedő eredményt rangos hazai és nemzetközi versenyeken, s  választotta később a fizikusi vagy mérnöki pályafutást.
Az Apáczai Csere János Gimnáziumban nem csupán mint fizika- és vezetőtanár játszott fontos szerepet. Sok diákgeneráció emlékezetes osztályfőnöke volt, aktív szerepet vállalt a szabadidős programok alakításában, szakkört vezetett, táboroztatott, a diákokkal közösen kenukat épített az iskolai tábor számára.
Tanári munkássága mellett lektorként és társszerzőként számos tan- és szakkönyv létrehozásában részt vett. Többek között társszerzője volt az Akadémiai Kiadónál 2009-ben megjelent 1286 oldalas, Fizika című, elsősorban az egyetemi képzést elősegítő összefoglaló kézikönyvnek.
Elkötelezett és eredményes munkájáért 2009-ben az Alapítvány a Magyar Természettudományos Oktatásért Rátz Tanár Úr-életműdíjjal tüntette ki.